# 에스텔리

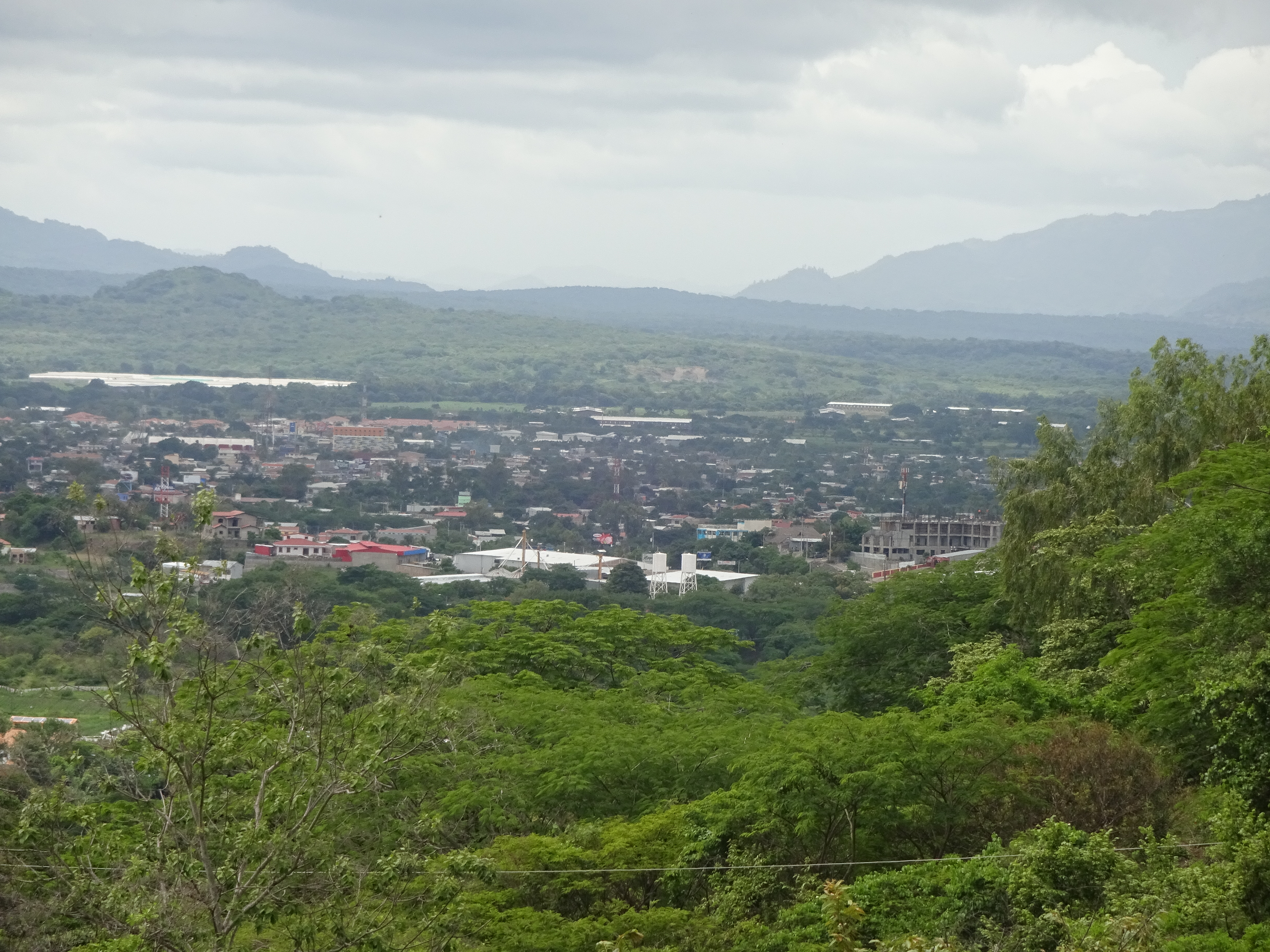

에스텔리(스페인어: Estelí)는 니카라과의 도시로 에스텔리 주의 주도이며 면적은 795.7km2, 높이는 843.97m, 인구는 129,787명(2005년 기준), 인구 밀도는 144.4명/km2이다. 수도 마나과에서 북쪽에서 150km 정도 떨어진 곳에 위치하며 팬아메리칸 하이웨이가 지나간다.